# Fiorentina (cours d'eau)
Le Fiorentina est un torrent coulant dans les Dolomites (Alpes), il coule dans le nord de l'Italie.  